# Volumen

Cuerpos geométricos o figuras geométricas «sólidas» que delimitan volúmenes

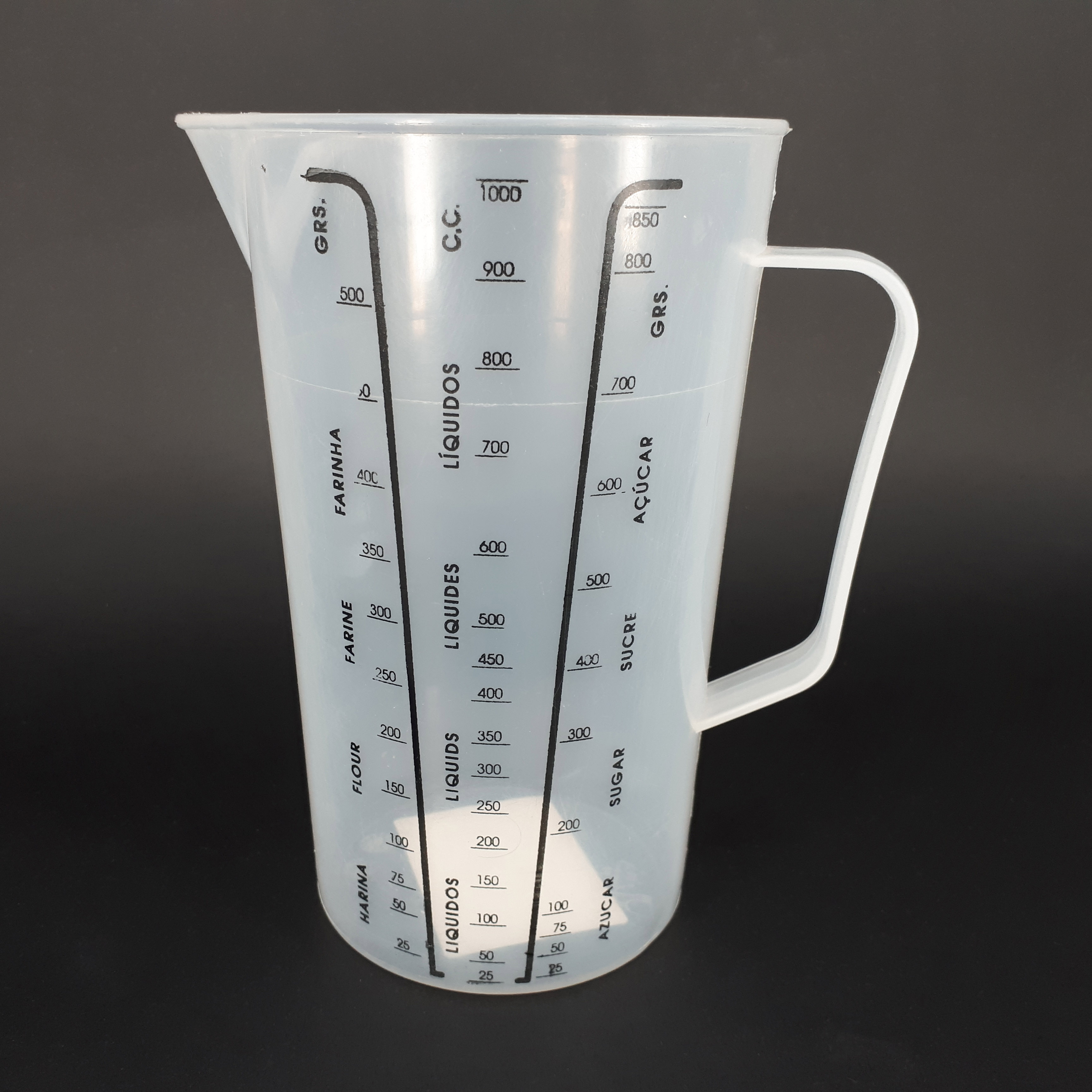
Jarra aforada para medir el volumen de líquidos

El volumen es una magnitud métrica de tipo escalar Definida como la extensión en tres dimensiones de una región del espacio. Es una magnitud derivada de la longitud, ya que en un ortoedro se halla multiplicando tres longitudes: el largo, el ancho y la altura. Matemáticamente el volumen es definible no solo en cualquier espacio euclídeo, sino también en otro tipo de espacios métricos que incluyen por ejemplo a las variedades de Riemann.
Desde un punto de vista físico, los cuerpos materiales ocupan un volumen por el hecho de ser extensos, fenómeno que se debe al principio de exclusión de Pauli. La noción de volumen es más complicada que la de superficie y en su uso formal puede dar lugar a la llamada paradoja de Banach-Tarski.
La unidad de medida de volumen en el Sistema Internacional de Unidades es el metro cúbico. En el sistema métrico decimal, una unidad de volumen para sólidos era el estéreo, igual al metro cúbico, pero actualmente poco usada. En ese mismo sistema, para medir la capacidad de líquidos, se creó el litro, que es aceptado por el SI. Por razones históricas, existen unidades separadas para ambas; sin embargo, están relacionadas por la equivalencia entre el litro y el decímetro cúbico:
1 dm³ = 1 litro = 0,001 m³ = 1000 cm³.

## Historia

### Historia antigua

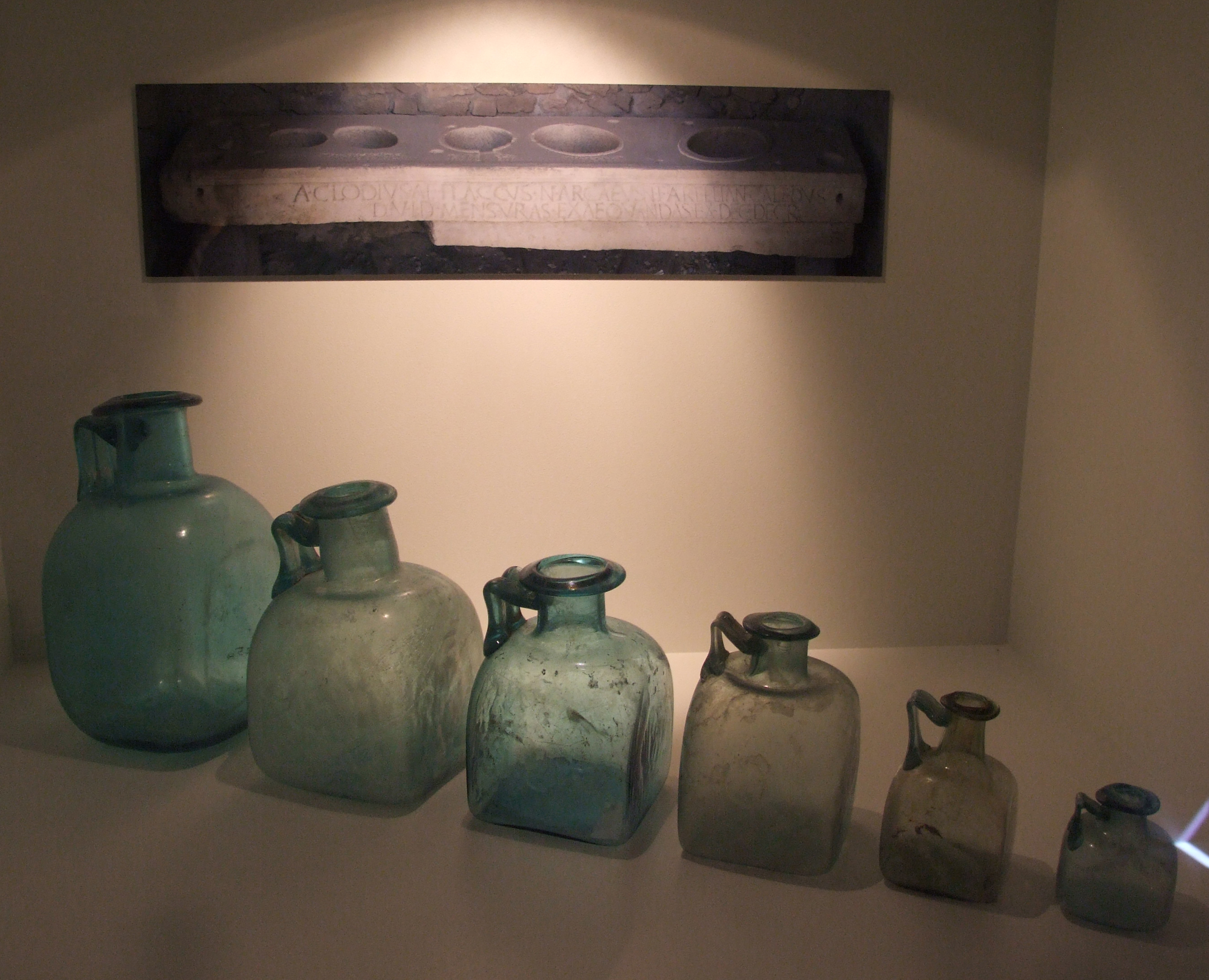
6 medidas volumétricas de la mens ponderia de Pompeya, una antigua institución municipal para el control de pesos y medidas

La precisión de las mediciones de volumen en la época antigua suele oscilar entre 10–50 mL (0.3–2 US fl oz; 0.4–2 imp fl oz).: 8  Las primeras evidencias de cálculo de volumen proceden del antiguo Egipto y Mesopotamia como problemas matemáticos, aproximando el volumen de formas simples como cuboides, cilindros, frustum y conos. Estos problemas matemáticos han sido escritos en el Papiro Matemático de Moscú (c. 1820 a. C.).: 403  En el Papiro Reisner, los antiguos egipcios han escrito unidades concretas de volumen para granos y líquidos, así como una tabla de longitud, anchura, profundidad y volumen para bloques de material.: 116  Los egipcios utilizan sus unidades de longitud (el cubit, palm, digit) para idear sus unidades de volumen, como el cubit de volumen: 117  o negar: 396  (1 cúbito × 1 cúbito × 1 cúbito), volumen palma (1 cúbito × 1 cúbito × 1 palma) y volumen dígito (1 cúbito × 1 cúbito × 1 dígito).: 117 
Los tres últimos libros de Euclid's Elements, escritos en torno al año 300 a. C., detallaban las fórmulas exactas para calcular el volumen de paralelepípedos, conos, pirámides, cilindros y esferas. Las fórmulas fueron determinadas por matemáticos anteriores utilizando una forma primitiva de integración, descomponiendo las formas en piezas más pequeñas y sencillas.: 403  Un siglo más tarde, Arquímedes (c. 287-212 a. C.) ideó la fórmula aproximada del volumen de varias formas utilizando el enfoque del método de agotamiento, es decir, derivar soluciones a partir de fórmulas anteriores conocidas de formas similares. La integración primitiva de formas también fue descubierta independientemente por Liu Hui en el siglo III EC, Zu Chongzhi en el siglo V EC, el Medio Oriente y la India.: 404 
Arquímedes también ideó una forma de calcular el volumen de un objeto irregular, sumergiéndolo bajo el agua y midiendo la diferencia entre el volumen de agua inicial y final. La diferencia de volumen de agua es el volumen del objeto.: 404  Aunque muy popularizada, Arquímedes probablemente no sumerge la corona de oro para hallar su volumen y, por tanto, su densidad y pureza, debido a la extrema precisión que ello implica. En su lugar, es probable que ideara una forma primitiva de equilibrio hidrostático. En ella, la corona y un trozo de oro puro con un peso similar se colocan en ambos extremos de una balanza sumergida bajo el agua, que se inclinará en consecuencia debido al principio de Arquímedes.

### Cálculo y normalización de unidades

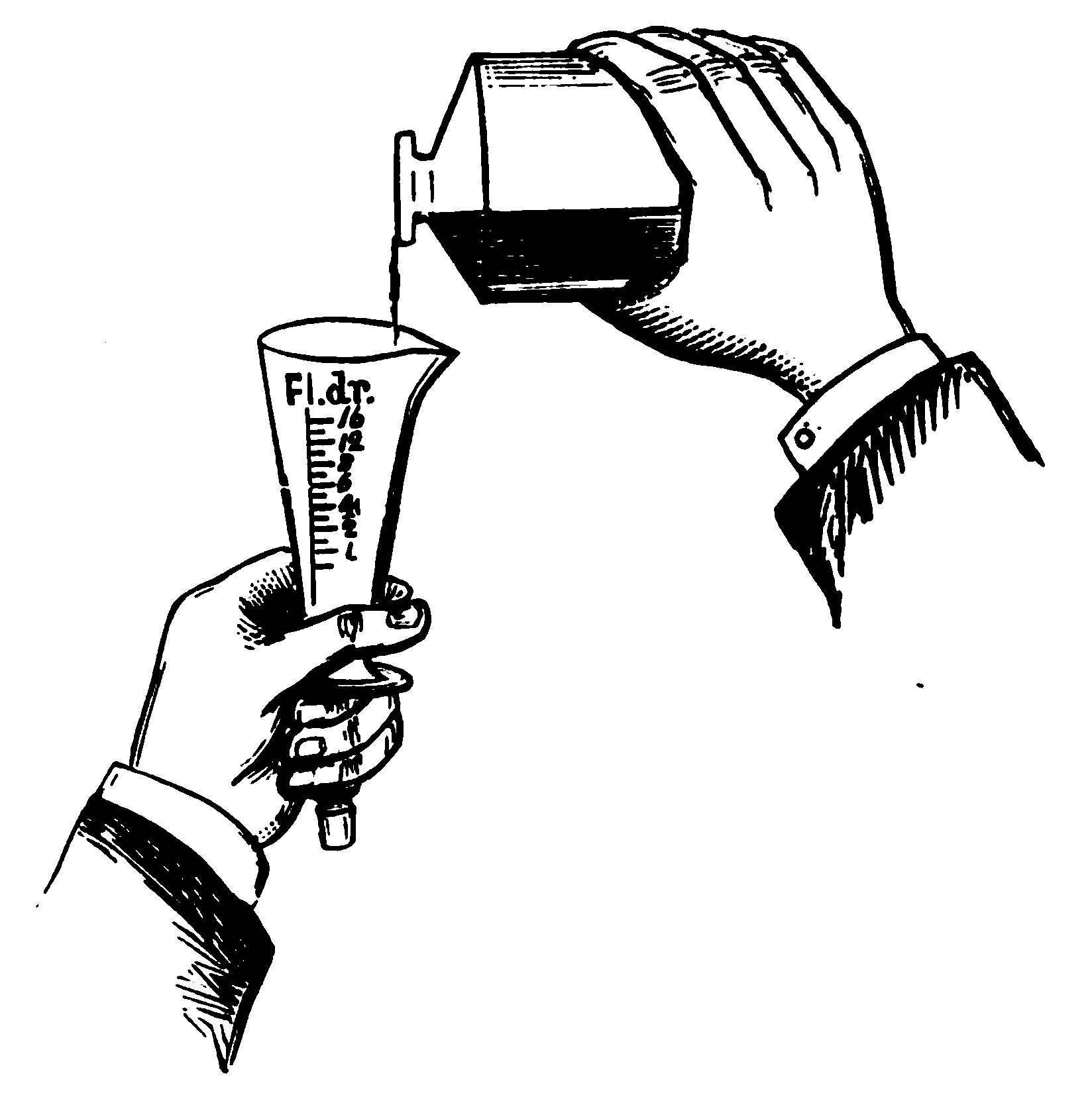
Diagrama que muestra cómo medir el volumen usando una probeta graduada con marcas de fluid dram, 1926

En la Edad Media se crearon muchas unidades para medir el volumen, como el sester, el amber, el coomb y la seam. La enorme cantidad de estas unidades motivó a los reyes británicos a estandarizarlas, lo que culminó en el estatuto Assisa panis et cervisiæ de 1258 por Enrique III de Inglaterra. El estatuto estandarizó el peso, la longitud y el volumen, además de introducir el peny, la onza, la libra, el galón y el bushel.: 73–74  En 1618, la  Farmacopea de Londres (catálogo de compuestos medicinales) adoptó el galón romano o congius' como unidad básica de volumen y dio una tabla de conversión a las unidades de peso de los boticarios. Por esta época, las mediciones de volumen son cada vez más precisas y la incertidumbre se reduce a entre 1–5 mL (0.03–0.2 US fl oz; 0.04–0.2 imp fl oz).: 8 
Hacia principios del siglo XVII, Bonaventura Cavalieri aplicó la filosofía del cálculo integral moderno para calcular el volumen de cualquier objeto. Ideó el principio de Cavalieri, según el cual el uso de cortes cada vez más finos de la forma haría que el volumen resultante fuera cada vez más exacto. Esta idea sería ampliada posteriormente por Pierre de Fermat, John Wallis, Isaac Barrow, James Gregory, Isaac Newton, Gottfried Wilhelm Leibniz y Maria Gaetana Agnesi en los siglos XVII y XVIII para formar el cálculo integral moderno que se sigue utilizando en el siglo XXI.: 404 

## Unidades de volumen
Existen multitud de unidades de volumen escalar, que se utilizan dependiendo del contexto o de la finalidad de la medición. En los ámbitos académicos o técnicos se suelen emplear el metro y sus derivados. Para expresar el volumen de sustancias líquidas o gaseosas, e incluso para mercancías a granel, se suele recurrir a la capacidad del recipiente que lo contiene, medida en litros y sus derivados. En ocasiones, cuando la densidad del material es constante y conocida, se pueden expresar las cantidades por su equivalente en peso en lugar de en volumen.
Muchas de las unidades de volumen existentes se han empleado históricamente para el comercio de mercancías o para el uso diario. Aun compartiendo el mismo nombre, muchas unidades varían significativamente de una región a otra.

### Sistema Internacional de Unidades
En el Sistema Internacional de Unidades la unidad de volumen es el metro cúbico.
Algunos de los múltiplos y submúltiplos usuales del metro cúbico son los siguientes:
| Múltiplos                                                                            | Submúltiplos                                                                            |
| ------------------------------------------------------------------------------------ | --------------------------------------------------------------------------------------- |
| - Kilómetro cúbico = 109 m³ - Hectómetro cúbico = 106 m³ - Decámetro cúbico = 103 m³ | - Decímetro cúbico = 10−3 m³ - Centímetro cúbico = 10−6 m³ - Milímetro cúbico = 10−9 m³ |

La unidad más utilizada para medir el volumen de líquidos o recipientes es el litro. El litro está admitido en el S.I. aunque estrictamente no forma parte de él.

### Sistema anglosajón de medidas
Las unidades de volumen en el sistema anglosajón de unidades se derivan de las respectivas unidades de longitud, como la pulgada cúbica, el pie cúbico, la yarda cúbica, el acre-pie o la milla cúbica. Para medir el volumen de líquidos, las unidades de capacidad más extendidas son el barril, el galón y la pinta, y en menor medida la onza líquida, el cuarto, el gill, el minim o el escrúpulo líquido.

### Otras unidades de volumen
A lo largo de la historia, se han utilizado diferentes unidades de volumen que varían de una cultura a otra. En general, en casi todas ellas existían dos tipos de medida de volumen: para líquidos y para sólidos. Incluso el sistema métrico decimal original las definió como unidades diferentes: el litro (igual a 1 dm³) para líquidos y el estéreo (igual a 1 m³) para sólidos. Físicamente son equivalentes y actualmente no se establecen diferencias, pero antiguamente la medida, como concepto, estaba indisociablemente unida al método para llevarla a cabo (el diccionario académico recogíi hasta 1956 ‘lo que sirve para medir’ como una acepción de medida): así, el volumen se basaba en tomar las medidas longitudinales del cuerpo sólido y luego operar, mientras que la capacidad se basaba en lo que podían contener recipientes de determinados tamaños.
En la Antigua Grecia se utilizaban el dracma líquido o la metreta. En la antigua Roma se empleaban medidas como el ánfora, el sextario o la hemina. En el antiguo Egipto la medida empleilizada era el heqat. En Castillas Usaban unidades tradicionales como la arroba, la cántara, el celemín o la fanega, algunas de las cuales permanecen en uso hoy en día.
En el ámbito culinario, especialmente en los países anglosajones y los que están bajo su influencia, es habitual emplear medidas de volumen dependientes de los distintos recipientes de utilización frecuente, pero sin una definición precisa, como la cucharada, la cucharadita o la taza. Esta costumbre proviene de la falta de medidores de peso (balanzas) de suficiente precisión, tales como las que ahora existen.
En medicina y en enfermería, el volumen de una gota está definido con un diámetro estandarizado (1 mililitro son aproximadamente 20 gotas), pero no así en farmacia, pues, dependiendo del diámetro del dosificador de un medicamento, la equivalencia puede estar entre 15 y 40 gotas por mililitro.

## Volumen de figuras simples
La siguiente tabla muestra la expresión matemática que relaciona el volumen con las dimensiones de figuras geométricas comunes:
| Fórmulas comunes para el volumen                          | Fórmulas comunes para el volumen           | Fórmulas comunes para el volumen                                                                        |
| Figura                                                    | Fórmula                                    | Variables                                                                                               |
| --------------------------------------------------------- | ------------------------------------------ | --- |
| Ortoedro                                                  | {\displaystyle V=lbh}                      | l = largo, b = ancho, h = altura                                                                        |
| Cubo                                                      | {\displaystyle V=l^{3}}                    | l = longitud del lado                                                                                   |
| Cilindro (prisma circular)                                | {\displaystyle V=\pi r^{2}h}               | r = radio de la cara circular, h = distancia entre caras                                                |
| Prisma de sección transversal constante en toda su altura | {\displaystyle V=Ah}                       | A = área de la base, h = altura                                                                         |
| Esfera                                                    | {\displaystyle V={\frac {4}{3}}\pi r^{3}}  | r = radio de la esfera, que es la primera integral de la fórmula para el área superficial de una esfera |
| Elipsoide                                                 | {\displaystyle V={\frac {4}{3}}\pi abc}    | a, b, c = semiejes del elipsoide                                                                        |
| Pirámide                                                  | {\displaystyle V={\frac {1}{3}}Ah}         | A = área de la base, h = altura de la base al vértice superior                                          |
| Cono (pirámide de base circular)                          | {\displaystyle V={\frac {1}{3}}\pi r^{2}h} | r = radio del círculo de la base, h = distancia de la base al tope                                      |

El volumen de un paralelepípedo es el valor absoluto del triple producto escalar de los vectores correspondientes a tres aristas concurrentes, y es equivalente al valor absoluto del determinante de la matriz que forman los tres vectores.

## Definición matemática

### Espacios euclidianos
Matemáticamente, el volumen de una región del espacio euclídeo es la cantidad de espacio tridimensional obtenida por triple integración del elemento diferencial de volumen extendida a dicho dominio. Así el volumen de un cuerpo o región tridimensional {\displaystyle R\subset \mathbb {R} ^{3}} viene dado por:

{\displaystyle \mathrm {Vol} (R)=\int _{R}\mathrm {d} V=\int _{R}\mathrm {d} x\mathrm {d} y\mathrm {d} z=\int _{\mathbb {R} ^{3}}\chi _{R}(x,y,z)\mathrm {d} x\mathrm {d} y\mathrm {d} z}

donde {\displaystyle \chi _{R}} es la función característica de la región R:

{\displaystyle \chi _{R}(x,y,z)={\begin{cases}1&(x,y,z)\in R\\0&(x,y,z)\notin R\end{cases}}}

Dicha noción se puede generalizar a espacios de dimensiones superiores (véase hipervolumen).

### Variedades riemannianas
En otras geometrías, se deben considerar los efectos locales de la métrica, expresados mediante el tensor métrico, sobre el elemento diferencial de volumen. Dada una subvariedad de Riemann (con clausura compacta) M de dimensión 3 su volumen, viene dado por la integración de la una 3-forma {\displaystyle \eta }:

{\displaystyle \mathrm {Vol} (M)=\int _{M}\eta ,\qquad \eta ={\sqrt {g}}\ \eta _{ijk}\mathrm {d} x^{i}\land \mathrm {d} x^{j}\land \mathrm {d} x^{k}}

Donde g es precisamente el determinante del tensor métrico definido en toda la subvariedad riemanniana.

### Generalizaciones
Dado un subconjunto compacto del espacio euclídeo tridimensional o de una variedad riemanniana de dimensión 3 puede definirse el volumen de dicho subconjunto mediante la medida de Hausdorff-Besicovitch para definir el volumen dicho subconjunto. El número calculado así será un número del intervalo {\displaystyle \scriptstyle [0,\infty )}.